# ايمي ستوتش
ايمي ستوتش (بالإنجليزية: Amy Stoch)‏ مواليد 13 ديسمبر 1958 في كليفلاند، هي ممثلة أمريكية.

## وصلات خارجية
- ايمي ستوتش على موقع IMDb (الإنجليزية)
- ايمي ستوتش على موقع قاعدة بيانات الفيلم (الإنجليزية)
- ايمي ستوتش على موقع كينوبويسك (الروسية)